# Italienische Märchen

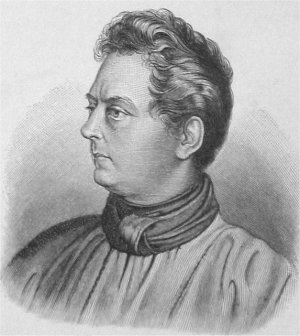
Clemens Brentano
(1778–1842)

Italienische Märchen sind elf Erzählungen, die Clemens Brentano in den Jahren zwischen 1805 und 1811 auf der Grundlage des Pentameron von Giovanni Battista Basile schrieb. Aus der Tabelle in der Übersicht geht zu jedem Märchen seine italienische Vorlage hervor. Bis auf das Gockel-Märchen, das im November 1837 erschien, hat Brentano diese Märchen zwar teilweise überarbeitet, doch nicht veröffentlicht. Einen Monat vor seinem Tode überließ der Dichter die Märchenmanuskripte Guido Görres zur Edition. Dieser gab 1846 die Rheinmärchen bei Cotta in Stuttgart und Tübingen heraus. Darin sind das Myrtenfräulein und der Witzenspitzel mit abgedruckt.

## Übersicht
| Brentano                                                           | Basile                                               |
| ------------------------------------------------------------------ | ---------------------------------------------------- |
| Das Märchen von den Märchen oder Liebseelchen                      | Lo Cunto de li Cunti – Rahmenhandlung des Pentameron |
| Das Märchen von dem Myrtenfräulein                                 | La Mortella – Der Heidelbeerzweig                    |
| Das Märchen von dem Witzenspitzel                                  | Corvetto                                             |
| Das Märchen von Rosenblättchen                                     | La Schiavottella – Die Küchenmagd                    |
| Das Märchen von dem Baron von Hüpfenstich                          | La Polece – Der Floh                                 |
| Das Märchen von dem Dilldapp                                       | Lo Cunto de l'Uerco – Der wilde Mann                 |
| Das Märchen von Fanferlieschen Schönefüßchen                       | Lo Dragone – Der Drache                              |
| Das Märchen von dem Schulmeister Klopfstock und seinen fünf Söhnen | Li cinco Figlie – Die fünf Söhne                     |
| Das Märchen von Gockel und Hinkel                                  | La preta delo Gallo – Der Hahnenstein                |
| Das Märchen von Komanditchen                                       | Pinto Smauto                                         |
| Das Märchen von Schnürlieschen                                     | Lo Cunto de li Cunti – Rahmenhandlung des Pentameron |

## Inhalt

### Das Märchen von den Märchen oder Liebseelchen
Prinzessin Liebseelchen ist immer still und traurig und wird deshalb am Hof Trübseelchen genannt. Ihr Vater, der König von Schattenthanien, versucht sie durch viele lustige Inszenierungen zum Lachen zu bringen, doch ohne Erfolg. Schließlich kommt er auf die Idee, einen Öl-Springbrunnen auf dem Platz vor dem Palast bauen zu lassen, so dass am Neujahrstag seine ihm huldigenden Untertanen ausrutschen und dadurch seine Tochter erheitern. Dies gelingt schließlich: Eine als französische Mademoiselle Pimpernelle verkleidete Hexe fällt bei ihrem theatralischen Auftritt aus ihrer Sänfte, weil ihre Pagen ausgleiten. Wegen ihres Lachens verflucht Pimpernelle die Prinzessin:
Du lachst über mich, Liebseelchen!

Du sollst weinen über mich, Trübseelchen!

Denn keinen andern Mann sollst du haben

Als einen, der ist schon längst begraben:

Aus dem kalten Grab von Marmorsteinen

Sollst du den Prinzen Röhropp herausweinen!

Diesen Fluch gibt dir die Mademoiselle

Zephise Marquise de Pimpernelle.
Liebseelchen reitet sogleich auf ihrem Schimmel aus der Stadt, um Röhropp zu suchen und zu erlösen. Auf dem Weg hilft sie drei alten Frauen; diese bedanken sich dafür mit drei Wünschelnüssen, die das Mädchen aus Notsituationen retten könnten. Die Prinzessin gelangt zum marmornen Bild eines Ritters und erfährt aus einer Inschrift, was zu tun ist, um den Prinzen aus seinem Todesschlaf zu wecken. Sie denkt an Trauriges und füllt mit ihren Tränen ein Krüglein fast bis zum Rand, dann schläft sie vor Erschöpfung ein. Die Mohrin Rußika hat sie beobachtet und nutzt die Situation aus, das Gefäß vollständig zu füllen, was ihr wegen ihrer Gefühlskälte bisher aus eigener Kraft nicht gelang. Sie weiß, dass sie als Lohn für die Befreiung Königin wird. Röhropp hält Wort und zieht mit ihr in einem prächtigen Triumphzug in sein Schloss. Liebseelchen ist zuerst verzweifelt, reist dann in die Residenzstadt, kauft sich gegenüber dem Palast ein Haus und macht mit durch die Nüsse herbeigezauberten Attraktionen, einen Papagei, eine goldene Hühnerschar und eine Puppe, welche goldenen Kleider spinnen kann, Rußika auf sich aufmerksam. Diese will die Kostbarkeiten unbedingt besitzen und droht dem Prinzen, ihren gemeinsamen Sohn, den niemand außer ihr sehen darf, zu töten, wenn er ihre Wünsche nicht erfüllt. Röhropp schickt zuerst Pagen und besucht beim dritten Mal selbst Liebseelchen, die durch seinen Bericht von dem Betrug erfährt. Die Spinnpuppe fordert jedoch von der Mohrin, für ihre Arbeit 50 Märchen (siehe Tabelle oben) zu hören, andernfalls würde sie die Wahrheit verraten. Der Prinz muss im ganzen Land nach Erzählerinnen suchen lassen. Zehn werden ausgewählt, um abends im Schlossgarten ihre schönsten Geschichten vorzutragen. Jungfer Elsefinger beginnt mit Das Märchen von dem Myrtenfräulein.
Der Leser des Fragments stellt sich Fragen: Wie endet die Geschichte? Hat Rußika dem Prinzen Röhropp wirklich ein Prinzchen geboren? Dieser hat es bisher nie zu Gesicht bekommen, weil es angeblich vom Sonnenlicht blind wird. Folgt man Brentanos italienischer Vorlage, dann würde Liebseelchen als Letzte ihre eigene Geschichte erzählen und damit zur Rahmenhandlung zurückführen: Röhropp erfährt so die Wahrheit über seine Wiederbelebung, lässt zur Strafe Rußika lebendig begraben und heiratet seine Retterin.

### Das Märchen von dem Myrtenfräulein
Unglücklicherweise bleiben der Töpfer und seine Frau in sandigen Flachlande des Prinzen Wetschwuth kinderlos. Da weht der Wind der Töpfersfrau ein junges Myrtenreis auf das Kopfkissen. Das Ehepaar pflanzt, hegt und pflegt das Zweiglein. Beide gewinnen die heranwachsende Myrte so lieb, dass sie ohne das Bäumchen nicht mehr leben könnten. Als der Prinz davon erfährt, wird er krank vor Sehnsucht nach dem Bäumchen. Das Töpferpaar weiß einen Weg. Es zieht samt Gewächs in den Palast der porzellanenen Hauptstadt. Zu seinem Entzücken wird der Prinz gewahr, dass das Myrtenfräulein, die Tochter des Töpfers und seiner Frau, in dem Bäumchen wohnt und es auch zeitweise verlassen kann. Neun Damen bei Hofe – jede glaubt, sie würde die Prinzessin werden – hintertreiben die beabsichtigte Hochzeit Wetschwuths mit dem Myrtenfräulein. Sie locken die Schöne aus ihrer Wohnung, hacken sie in Stücke und begraben die sterblichen Überreste. Nachdem der Prinz bei dem Töpfer und seiner Frau um die Hand der Tochter angehalten hat, erkennen die drei das Unglück. Durch Hege und Pflege ziehen sie aus dem Grabhügel ein neues Myrtenbäumchen. Endlich kann Wetschwuth das Myrtenfräulein heiraten. Die Frau schenkt ihm das kleine Myrtenprinzchen. Zur Strafe werden die neun Mordfräulein von der Erde verschlungen.

### Das Märchen von dem Witzenspitzel

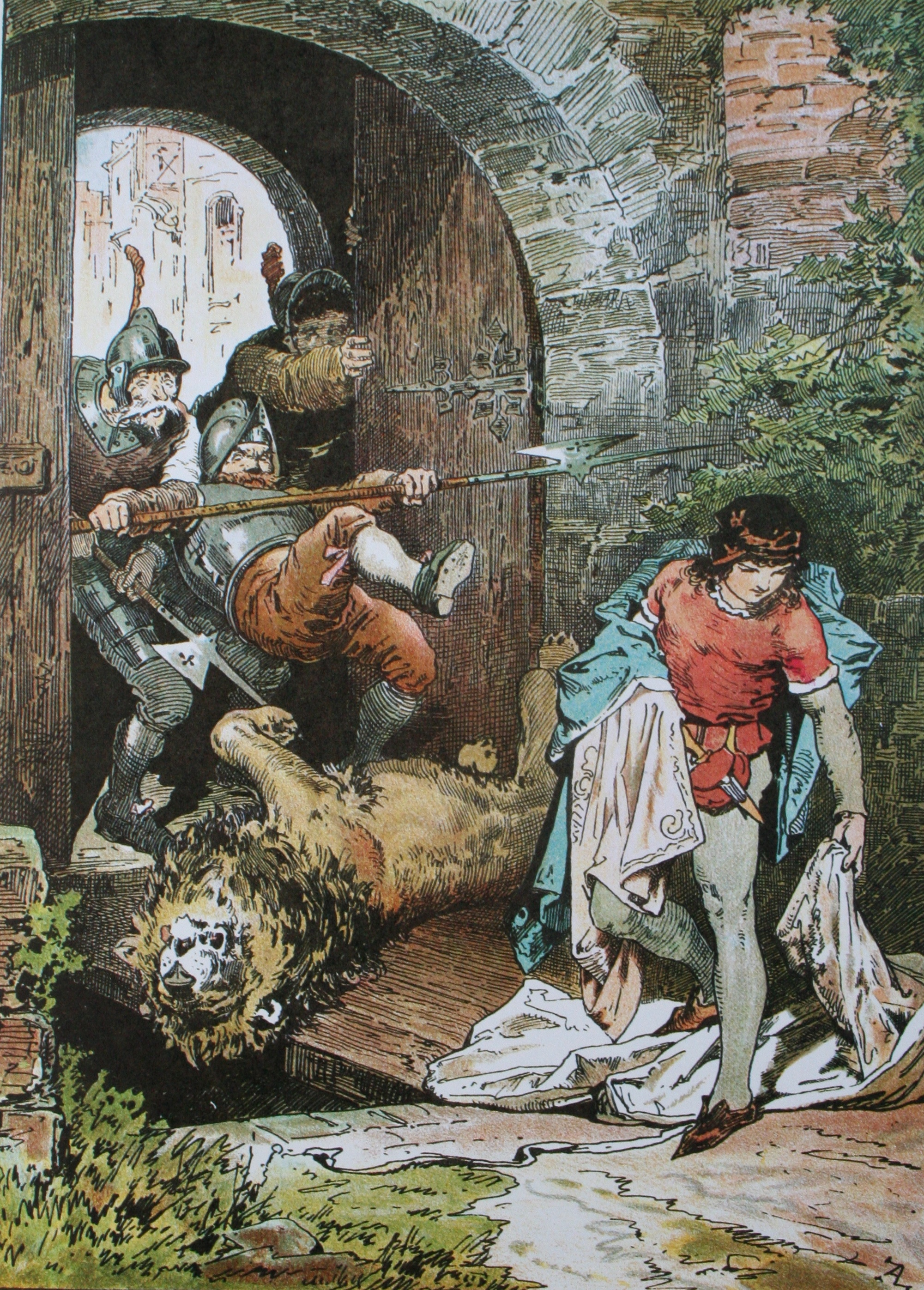
Witzenspitzel kehrt vom Kleiderraub ins Schloss zurück. Kurz zuvor ist der Löwe des Riesen bei der Verfolgung durch eine List des Edelknaben gegen das noch geschlossene Tor gerannt.

Der kluge und geschickte Edelknabe Witzenspitzel vermag jeden Auftrag des Königs von Rundumherum zu erledigen und wird deshalb von diesem geliebt und beschenkt. Deshalb hat er viele Neider am Hof, die ihm seine Arbeit erschweren und ihm Misserfolge wünschen. Als Rundumherum zur Gebietserweiterung um die Königin des benachbarten Reiches, Frau Flugs, wirbt, bekommt er von dieser zur Antwort, sie habe noch weitere Verehrer. Wer am nächsten Montag um halb zehn als erster in der Kirche sei, den heirate sie. Die falschen Hofdiener raten nun dem König, zur Lösung der Aufgabe das schnelle Pferd Flügelbein seines Feindes, des Riesen Labelang, von Witzenspitzel stehlen zu lassen, und hoffen, dass dieser bei seiner Aktion umgebracht wird. Aber Witzenspitzel überlistet in der Nacht die Schlafenden und hindert die Diener, Löwe, Bär, Wolf und Hund, durch Fallen und Ablenkungen an der Verfolgung, als er mit dem Pferd davonreitet. Mit dem schnellen Flügelbein wird der König Sieger im Wettbewerb und damit Gemahl von Frau Flugs. Noch zweimal muss sich Witzenspitzel in ähnlicher Weise bewähren. Die Hofleute setzen dem König zuerst den Floh ins Ohr, die prächtigen, aus verschiedenen Pelzen, Federn bzw. Fischhäuten kunstvoll zusammengesetzten Kleider des Riesen zu entwenden, und dann, ihm sein Schloss wegzunehmen. Wieder entwickelt der Edelknabe listige, erfolgreiche Strategien, bei denen allerdings, beim Kleiderraub, die Tier-Diener durch den Jähzorn Labelangs sterben und, beim dritten Streich, die Riesenfamilie durch Witzenspitzel grausam getötet wird: Er hackt während der Abwesenheit des Hausherrn der Frau und ihrem Kind, also Unschuldigen, die Köpfe ab. Den Heimkehrenden begräbt er nach dessen Sturz in eine Fallgrube bei lebendigem Leibe. Als Belohnung darf er Prinzessin Flink, die Tochter der Königin aus erster Ehe, heiraten und mit ihr das Riesenschloss bewohnen.

### Das Märchen von Rosenblättchen
Die putzsüchtige Prinzessin Rosalina – das ist die Rosen liebende Schwester des Herzogs von Rosmital – will den Prinzen Immerundewig partout nicht heiraten. Eher würde sich ein Kürbis mit einem Rosenstock vermählen. In seiner Not wendet sich der Prinz an seine Tante, die große Zauberkünstlerin Nimmermehr. Die Zauberin führt der Prinzessin die Vermählung des Rosenstocks mit dem Kürbis vor. Rosalina muss ihre Verwandlung zur Kenntnis nehmen. Ihr ist, als wäre sie durch die Zauberkraft der Frau Nimmermehr ein Kürbis geworden. Aus Liebe zu Rosalina hat sich Immerundewig in einen Rosenstock verwandelt. Beider Kind, ein schönes kleines Mägdlein, nennt das Paar Rosenblättchen. Nach Jahren neidet die Mutter der Tochter die Schönheit und stößt ihr einen spitzen Kamm in den Kopf. Hernach legt Rosalina ihr Rosenblättchen in einem Hinterzimmer in einen gläsernen Kasten aus Kristall, versperrt das Zimmer, stirbt und wird unter dem verkümmerten Rosenstock begraben. Der Herzog von Rosmital vermählt sich mit einer schönen, aber nicht gutmütigen Dame. Die neugierige Herzogin kommt dem Geheimnis des verschlossenen Zimmers auf die Spur. Die Frau reißt Rosenblättchen den Kamm aus dem Kopfe. Das Mädchen kann seinen Zauberschlaf beenden, wird fortan von der Herzogin als Sklavin gehalten und arg misshandelt. Der Herzog von Rosmital erkennt den schlechten Charakter seiner Frau und schickt sie zu ihren Eltern zurück. Als Rosenblättchen einen vornehmen Prinzen heiratet, blüht der Rosenstock Immerundewig erneut auf. Das junge Paar wird von Rosenblättchens Eltern gesegnet. Dann entschwinden die Eltern in die Luft.

### Das Märchen von dem Baron von Hüpfenstich
König Haltewort lebt mit den Nachbarn in Frieden nach der Devise: „Tu mir nichts, ich tue dir auch nichts.“ Die Königin stirbt bei der Geburt der einzigen Tochter Willwischen. Haltewort hatte ihr versprochen, in einem solchen Fall die Mutterstelle am Kinde zu vertreten. Er weiß nicht, wie, lässt aber auch keine Amme zu. Denn er hält immer Wort. Nach einer Woche entdeckt er, dass das Neugeborene von der Frau Woche versorgt wurde. Die stillte es zusammen mit ihren sieben Söhnen, den Wochentagen. Jetzt aber will Haltewort selbst bei seinem Kind Mutterstelle vertreten. Der König bekommt von Frau Woche ein Überlebensrezept für Willwischen. Haltewort soll einen Floh von seinem Blute trinken lassen. So werde er sein Kind ernähren. Es glückt in der Tat. Willwischen wächst heran, doch mit dem Mädchen wächst auch der Floh. Der König lässt das erwachsene Insekt einkleiden und gibt ihm, dem Baron von Hüpfenstich, ein Husarenregiment. Vergeblich begehrt von Hüpfenstich die Prinzessin Willwischen zur Frau. Einer seiner Neider, der Rittmeister Zwickelwichs, bringt den Erfolg gewohnten Baron zu Fall. Er verleitet ihn zum Landesverrat. Zur Strafe wird dem Floh die Haut abgezogen und zur Schau gestellt. Willwischen soll endlich heiraten. Die Prinzessin hat den Namen nach ihrer Wissbegierde. Sie will wissen, von wem die Haut ist. Nach dem Willen des Königs soll nun der seine Tochter zur Frau bekommen, der errät, welche Haut am Galgen hängt. Der Menschenfresser Wellewatz kommt vorbei und weiß es: „Eine Flohhaut.“ Das Ungetüm darf Willwischen in sein Knochenhaus entführen. Ein König Haltewort muss Wort halten. Frau Woche, tatkräftig unterstützt von ihren sieben Söhnen, befreit jedoch Willwischen aus den Klauen des furchtbaren Gatten Wellewatz. Der Menschenfresser wird gefangen. Willwischen möchte einen anderen Mann. Der König muss zwar zu seinem Wort stehen, weiß aber einen Ausweg. Bei seinem ersten Erscheinen in der Residenz hatte Wellewatz zwei Bäckerknechte ohne Brot gefressen. Das muss bestraft werden. Wellewatz, der sich in seinem Gefängnis andauernd dreht, wird als Mühlwelle genommen. Willwischen, heimgekehrt, bekommt von der Bäckerzunft einen Husaren aus Butterteig geschenkt. Das Gebäck sieht wie von Hüpfenstich aus. Da spricht der Kuchenhusar, er sei Hüpfenstich. Er lebe noch. Seine Seele sei nach dem Abziehen der Haut in den Bäckerteig gekrochen. Willwischen solle ihn ganz aufessen. Die Königstochter beißt herzhaft hinein. Da steht ein wunderschöner Prinz vor ihr. Haltewort schenkt dem jungen Paar das halbe Reich und heiratet Frau Woche. Deren sieben Söhne kriegen jeder ein Regiment.

### Das Märchen von dem Dilldapp
Dilldapp, der täppische Sohn der Schneiderin Frau Schlender, wird von der Mutter aus dem Hause gejagt. In der Fremde dient er jahrelang dem Popanz, einem gutmütigen Ungeheuer. Als die Mutter nacheinander von ihren drei Töchtern verlassen wird, nimmt Dilldapp jedes Mal Urlaub. Der Popanz gibt ihm jedes Mal etwas mit auf den Weg – einen Esel, ein Tüchlein und einen Knüppel. Unterwegs übernachtet Dilldapp jedes Mal bei demselben habgierigen Wirt, der dem Reisenden Esel und Tüchlein abluchst. Mit dem Esel und auch mit dem Tüchlein lassen sich nämlich auf einen Spruch hin Gold und Edelsteine herbeizaubern. Der Wirt bekommt auf Dilldapps dritter Urlaubsreise mit dem Knüppel so lange Prügel, bis er alles herausgibt. Fortan leben die fünf Schlenders in Wohlstand und Glück.

### Das Märchen von Fanferlieschen Schönefüßchen
Das Märchen gestaltet, die verschiedenen Haupt- und Nebenhandlungen bzw. Personenbeziehungen kunstvoll verknüpfend, den Kampf guter und dämonischer Mächte um die Seele des Menschen.
In der Stadt Besserdich im Land Skandalia residiert nach dem Tod seines Vaters der jähzornige und gewalttätige Jerum. Beraterin des alten, von seinen Untertanen wegen seiner Güte verehrten, Königs Laudamus war die kluge Hexe Fanferlieschen, die ihm kundige und zuverlässige Minister, Generäle und Gelehrte herbeizauberte. Seit der junge Regent die einflussreiche Frau vertrieben hat, lebt sie in der Vorstadt und pflegt eine große Tierschar. Es sind verwandelte verwaiste Fürstenkinder, die Jerum töten wollte und deren Erbe er an sich gerissen hat, u. a. Ursula. In diesem Zusammenhang erscheint das im weiteren Verlauf oft eingesetzte Motiv der  Metamorphose. Nach erneuten Übergriffen des Gewaltherrschers bewegt Fanferlieschen die Bürger dazu, Jerum abzusetzen und sie selbst zur Königin zu wählen.
Nun entwickelt sich mit dem Wechsel des Handlungsortes eine düstere magische Blaubart-Geschichte mit makaberen Gruseleffekten. Der Vertriebene residiert als wilder Jäger auf dem Jagdschloss Munkelwust in dem Ländchen Bärwalde, dem erblichen Besitz des Fräuleins Ursula, und überlegt, wie er wieder in die Hauptstadt zurückkehren könnte. Darüber befragt er den hölzernen Götzen Pumpelirio Holzebock. Da dieser nur gegen Menschenopfer Ratschläge gibt, heiratet Jerum eine Landestochter und tötet sie. Aber er versteht den sibyllinischen Orakelspruch des Dämons nicht, wiederholt daher immer wieder seine Tat und lockt schließlich Ursula, mit dem Versprechen, sich zu bessern, wenn sie ihn heirate, nach Munkelwust. Jerum ist durch die neue Beziehung hin- und hergerissen zwischen Verzweiflung über seine Triebhaftigkeit und Wutanfällen. Doch die fromme Frau lässt sich in ihrer grenzenlosen Hilfs- und Aufopferungsbereitschaft, nach dem Muster christlicher Heiligenlegenden, durch keine Untat des Gatten beirren. Als sie ihn zu bewegen sucht, die Getöteten, deren Geister ihr auf der Anreise erschienen sind, christlich zu begraben, schleppt er sie zu Pumpelirio, um sie wie ihre Vorgängerinnen zu schlachten. Doch eine Neuntöter-Vogelfamilie, die Ursula auf ihrem Weg nach Munkelwust vor einem Marder gerettet hat, stiehlt seine 50 Messer und lässt sie vom Himmel auf ihn niederregnen, so dass er schwer verletzt ins Schloss transportiert werden muss. Er befiehlt Ursula umzubringen, denn er hat bereits für sie eine Nachfolgerin: Würgipumpa, die Schwester Pumpelirios, wie sich später herausstellt. Doch die Diener mauern die fromme Frau aus Mitleid in einen Turm ein. Darin überlebt sie, wieder mit Hilfe des Neuntöters, und bringt ihren Sohn Ursulus zur Welt. Als siebenjähriger Junge klettert er aus dem Gefängnis, wird zuerst Küchengehilfe, dann, wegen der Ähnlichkeit mit seiner schönen Mutter, unter dem Namen Kommtzeitkommtrat Edelknabe des Königs. Daraufhin verändert sich Jerum zum Besseren. Würgipumpa fürchtet um ihren Einfluss und wartet auf die Gelegenheit, um den Jungen aus dem Weg zu räumen. Die erste Gelegenheit ergibt sich, als Ursulus den Beerdigungsplan seiner Mutter mit Hilfe eines Schäfers, eines Jugendfreundes der Titelheldin, umsetzt. Jerum beobachtet den Trauerzug, schlägt in Reue seinen Ratgeber Pumpelirio in Stücke, worauf den Trümmern der schwarze Holzebock entspringt, und stimmt dem Bau einer Kirche zu. Nun beginnt die Intrigenhandlung: Die Königin überrascht den Edelknaben beim Plänezeichnen und er erklärt ihr ausweichend, dass er „Schlösser in die Luft“ baue. Jetzt hofft sie, ihn einzufangen, und setzt bei ihrem Gemahl durch, dass Kommtzeitkommtrat sterben müsse, wenn sich herausstelle, dass er gelogen habe. Doch mit Hilfe der Vögel rettet er sein Leben durch die Zusammensetzung einer Kirche aus Pappteilen in der Luft. Daraufhin versucht Würgipumpa Ursulus und Fanferlieschen gegeneinander auszuspielen. Sie streut die Nachricht, die Königin in Besserdich sei erblindet, und erzählt Ursulus, man könne sie mit Schwalbenkot heilen. Eifrig reist der Junge in die Hauptstadt, befolgt mit seinen fliegenden Freunden den Rat, worauf die Hexe nicht mehr sehen kann. Er wird festgenommen und in einen Kerker geworfen, doch Neuntöters Tochter bringt ihm ein Buch und eine Zauberwurzel zum Schlösseröffnen: Er liest, man könne mit der Galle eines Fisches die Augen heilen, und flieht aus dem Gefängnis, um die Wundermedizin zu suchen. Nach dieser Entwicklung glaubt Würgipumpa an ihrem Ziel zu sein und überredet Jerum, nach Besserdich zurückzukehren. Dort erfährt er, dass das erblindete Fanferlieschen von einem Bock durch die Lüfte entführt worden ist, und ahnt die Zusammenhänge. Doch seine Frau schiebt die Schuld auf ihren Bruder, spielt Reue vor, teilt den Aufenthaltsort des Holzebocks mit und macht den raffinierten Vorschlag, dass der Alleskönner Kommtzeitkommtrat, der in der Zwischenzeit mit der Fischgalle eingetroffen ist, gegen den Bösewicht in den Kampf ziehen soll. Jerum reist sofort mit dem Hofstaat nach Munkelwust, wo Ursulus für die Auseinandersetzung gerüstet wird. In der Entscheidungsschlacht zwischen den guten und den bösen Mächten versucht Pumpelirio zunächst den Ritter zu täuschen, indem er nacheinander in den Gestalten des Schäfers, Jerums und Ursulas auftritt und um Schonung bittet, doch der Jüngling lässt sich nicht überlisten und gewinnt die Kämpfe. Erst dann tritt der Bock in eigener Gestalt auf und rennt den Jüngling nieder. Wieder hilft ihm Neuntöters Tochter: Sie hackt dem Gegner die Augen aus, so dass Ursulus ihn erstechen kann.
Nun kommt alles in die richtige Ordnung: Da Würgipumpas Leben an das des Bruders gekoppelt ist, erleidet sie den gleichen Tod. Andererseits wird das inzwischen verstorbene Fanferlieschen zuerst mit dem Blut vom Holzebock wieder zum Leben erweckt und dann mit der Fischgalle behandelt. Der reuige Jerum öffnet eigenhändig zusammen mit, wie er gleich darauf erfährt, seinem Sohn den Turm und befreit Ursula, die sich über seine Wandlung riesig freut und ihm in einer Versöhnungsorgie seine Untaten vergibt. Die Neuntöterfamilie erhält ihre menschliche Gestalt zurück und Ursulus kann die Tochter heiraten. Jerum ist über das, wie er findet, unverdiente Glück so gerührt, dass er stirbt, nachdem er seine Krone an den Sohn weitergegeben hat. Während das junge Königspaar nach Besserdich zieht, bleibt Ursula in Munkelwust und nimmt sich der Witwen und Waisen an. Fanferlieschen segnet sie und fliegt durch die Lüfte davon: „Ich bin nur ein guter Geist, Der so durch das Leben reist.“

### Das Märchen von dem Schulmeister Klopfstock und seinen fünf Söhnen
In diesem Märchen sind die Motive des brüderlichen Wettbewerbs, der Suchwanderung (Pimperlein) sowie der Prinzessinnenentführung und -befreiung miteinander verbunden. Das Dorf, in dem Schulmeister Klopfstock mit seinen fünf Söhnen Gripsgraps, Pitschpatsch, Piffpaff, Pinkepank und Trilltrall wohnt, ist abgebrannt. Deshalb schickt der Vater die jungen Männer in die Welt hinaus. Jeder soll seinem Beruf folgen („Was euch ruft, das ist euer Beruf.“) und sich nach einem Jahr wieder beim Vater einfinden. Sie suchen sich Lehrstellen, die ihren symbolisch-lautmalerischen Namen entsprechen. Nach dieser kurzen Einleitung beginnt mit einjährigem Zeitsprung der erste Hauptteil: Die Söhne sind zurückgekehrt und berichten von ihrem Werdegang: Piffpaff (Schütze), Pitschpatsch (Schiffsbaumeister) und vor allem Pinkepank, der als Apotheker das Wunderkräutlein „Stehauf“ besitzt, das Tote wieder zum Leben erweckt, werden von Klopfstock gelobt, über Gripsgraps (Dieb) ist er entsetzt und Trilltralls zottige Erscheinung und pflanzliche Ernährung verwundern ihn. Trilltrall stieß im Wald auf einen uralten Vogelsprachforscher. In seiner „Hohen Schule der Vogelsprache“ wachte er darüber, „daß die Vögel hier reines Vogeldeutsch reden und keine französischen Wörter einmischen“. Bevor er stirbt, bestimmt er Trilltrall zu seinem Nachfolger. Trilltralls Erlebnisse führen zur Haupthandlung und folglich übernimmt er im Erzählreigen die Führung. Die anderen bringen in bunter Reihenfolge ihre Beiträge auf ein geeignetes Stichwort (z. B. Angst) hin ein, bis Trilltrall wieder den Faden seiner Geschichte aufnimmt: Im Vogelwald hat er die liebliche Prinzessin Pimperlein, Tochter des Königs Pumpan von Glockotonia, kennengelernt. Sie war vom Gefolge ihres Vaters abgeirrt, der den verloren gegangenen goldenen Glockenschwengel der Hofglocke suchte. Im Wald ist ihr außerdem ein Kronenglöckchen gestohlen worden. Mithilfe seiner Vögel erfuhr Trilltrall, dass sich die Gegenstände auf einem Felsen im Meer beim Nachtwächterkönig Knarrasper befinden. Doch das Jahr war um, er musste zum Vater zurück. Dort berichtet ihm ein Vogel, dass jetzt auch Pimperlein auf der Insel gefangen sitze. Der König habe ihrem Befreier Pimperleins Hand sowie das halbe Königreich ausgelobt. Trilltrall organisiert mit Vater und Brüdern eine Hilfsexpedition zur Befreiung Pimperleins, die im dritten Teil des Märchens erzählt wird. In turbulenten Gemeinschaftsaktionen brillieren Klopfstocks Söhne mit ihren Fähigkeiten: Pitschpatsch steuert das Schiff an Knarraspers Felsen, Gripsgraps klettert an ihm hoch, wobei er von einem Adler, dem Glöckchendieb, angegriffen wird, den aber Piffpaff abschießt. Trilltrall verhört den Vogel in der Vogelsprache und erhält Hintergrundinformationen. Dadurch gelingt dem Meisterdieb mit geschickten Täuschungen die Befreiung der Königstochter. Auf der Flucht mit dem Schiff werden sie vom fliegenden Knarrasper verfolgt. Piffpaff erschießt ihn. Der Glockenschwengel, den Knarrasper drohend schwang, erschlägt beim Absturz Pimperlein, Pinkepank holt sie mit seinem Wunderkraut ins Leben zurück. Die Prinzessin wird im Triumphzug nach Glockotonia zurückgebracht und entscheidet sich wegen ihrer Naturliebe für Trilltrall als Gemahl. Pumpan schneidet mit einem Messer sein Königreich in zwei Teile, schenkt Klopfstocks Familie die Hälfte. „Als alles fertig war, ließ Pumpan die ganze Geschichte an die große Glocke hängen und tüchtig läuten, und da habe ich sie auch gehört.“

### Das Märchen von Gockel und Hinkel
Raugraf Gockel von Hanau war bei den benachbarten Königen von Gelnhausen Hühnerminister gewesen. Nun, in Ungnade gefallen, kehrt er mit seiner Gattin Hinkel von Hennegau und dem gemeinsamen Töchterchen Gackeleia auf das wüste Schloss seiner Vorfahren in den tiefen Wald zurück. Manchmal lässt Gockel die beiden längere Zeit allein. Zum Beispiel geschieht das, als er zwei Mäuschen vor der Katze rettet. Gockel zeigt dem erstgeborenen Königssohn Pfiffi, dem Prinzen von Speckelfleck, und seiner geliebten Braut Sissy, der Prinzess von Mandelbiß, den von Pflanzen überwucherten Heimweg in die Mäusestadt. Während so einer Abwesenheit Gockels verschulden Hinkel und Gackeleia den Tod von Gockels Stammhenne Gallina. Der Stammhahn Alektryo will darauf sterben. Widerstrebend köpft Gockel seinen ritterlichen Hahn. Aus dem Kropf des toten Alektryo fällt der Edelstein aus dem Ringe Salomonis, ein alter Familienbesitz der Raugrafen von Hanau. Mit dem Edelstein erfüllt sich Gockel alle möglichen Wünsche. So erlangt er seinen Wohlstand in Gelnhausen zurück. Gackeleia freundet sich dort mit dem Königssohn Kronovus an. Das Mädchen verschuldet den Verlust des Edelsteins. Drei alte Petschierer bringen den Zauberstein listig an sich. Gockel und Hinkel finden sich verarmt auf dem verfallenen Stammsitz der Raugrafen von Hanau wieder und verlieren obendrein die geliebte Tochter. Gackeleia, auf der Suche nach dem Zauberstein lange unterwegs, wird von den verzweifelten Eltern nicht gefunden. Doch Gackeleia hat Glück. Das Mäuschenpaar Prinz Pfiffi und Prinzessin Sissy hilft ihr aus Dankbarkeit. Wieder im Besitz des Zaubersteins, bestraft Gackeleia die Petschierer. Die drei Intriganten hatten unter anderem auch die Vertreibung Gockels aus dem Ministeramt auf dem Gewissen. Alektryo erwacht dank Zauberkraft des Steins zu neuem Leben. Gackeleia heiratet Kronovus und wird Königin von Gelnhausen. Den Ring Salomonis schenkt sie dem Gatten. Einen Wunsch hat Gackeleia noch frei. Sie wünscht sich, dass alle Anwesenden, auch die lieben alten Eltern Gockel und Hinkel, lauter schöne fröhliche Kinder werden. Der Wunsch wird sogleich erfüllt. Alle sitzen nun um den Hahn Alektryo herum. Er erzählt ihnen die oben skizzierte Geschichte.

### Das Märchen von Komanditchen
Komanditchen ist die sehr schöne Tochter des reichen Kaufmanns Seligewittibs-Erben und Compagnie. Sein Handwerk hatte Seligewittib bei dem Kaufmann Prisius Nisius erlernt. Zusammen mit seinem Kompagnon Risiko kommt Seligewittib als Kriegsgewinnler zu Reichtum. Beide vermarkten 6000 tote Ochsen. Wegen seiner Verdienste wird Seligewittib geadelt und nennt sich fortan Baron von Ochsenglück. Von der Geschäftstüchtigkeit des Barons hat die Tochter Komanditchen überhaupt nichts geerbt. Statt mit den Spekulationen des Vaters beschäftigt sich das Mädchen lieber mit einem Buch der seligen Mutter. Das Werklein ist mit „Der altteusche Spritzkuchen“ betitelt. Männer haben bei Komanditchen überhaupt keine Chance. Ein adeliger Freier nach dem andern erhält von dem Mädchen einen Korb. Schließlich wird das dem Baron zu bunt. Er schimpft: „Wenn dir keiner recht ist, so back dir einen.“ Komanditchen tut es. Nach dem Rezept aus dem Buch der Mutter entsteht Prinz Mandelwandel. Leider bricht das Märchenfragment an der Stelle ab. Der Leser steht vor Fragen – zum Beispiel: Wie geht die Geschichte mit dem Ladenpeter aus? Dieser Sohn des vormals armen Landkrämers Risiko steigt unter den Fittichen des Barons geschäftlich auf. Oder die nächste Frage: Wie geht die Geschichte mit dem Kreditchen aus? Diese Tochter des Risiko verwandelt sich, als der Vater noch bei Seligewittib Schulden hat, zunächst in einen sprechenden Schimmel und sodann in eine Pfautaube. Mit den Verwandlungen kann Kreditchen die väterliche Schuldenlast ein klein wenig mindern.

### Das Märchen von Schnürlieschen
In dieser Neufassung des Liebseelchen (siehe oben), die nach 1831 entstand, regiert König Talisqualis in der Hauptstadt Soso das gleichnamige Land. Frohsinn und Lachen hat der Herrscher zur Pflicht gemacht. Betrübte werden aus dem Lande gekitzelt.
Die Königstochter Liebseelchen wird in die Erziehungsanstalt der guten wunderlichen Mamsell Cephise la Marquise de Pimpernelle an das Sterbebett Schnürlieschens gerufen. Das todkranke Mädchen erzählt der sanftmütigen Besucherin mit schwacher Stimme ihre Geschichte. Vor zehn Jahren hatte Schnürlieschen, ebenfalls eine Königstochter, an einer Quelle das Kräutlein Pimpernelle abgerissen. Zur Strafe war es in der Anstalt der Mamsell de Pimpernelle eingesperrt worden. Denn schließlich musste der wilde Sinn des Königskindes einmal gebrochen werden. Dem Mädchen war der Leib zusammengepresst und eng eingeschnürt worden. Schnürlieschen durfte fortan nur noch durch die Nase reden. Der Übermut erstarb. Schnürlieschen spürt ihr Ende nahen. Es bittet Liebseelchen um Beerdigung an der Quelle, wo es die Pimpernelle ausgerissen hatte. Schnürlieschen stirbt. Liebseelchen will den Wunsch der Toten erfüllen. An der Stelle bricht das Fragment ab.

## Selbstzeugnisse
- Brentano arbeitet im Dezember 1805 an „italiänischen Märchen“.[28]
- Im April 1835 überarbeitet Brentano das Fanferlieschen und im Dezember das Gockel-Märchen.[29] Am Gockel-Märchen arbeitet er bis Dezember 1836.[30]
- 1837 schreibt Brentano an Marianne von Willemer zur Publikation des Gockel:[31] Zwar begrüße er jede Freude über das Märchen, doch er „selbst habe an all diesen Dingen keine Freude mehr.“

## Rezeption
- Wilhelm Grimm erwähnt in einem Schreiben vom 19. August 1809 an den Bruder Jacob die Arbeit Brentanos an den „Kindermärchen“: „Ein Hauptbuch ist die kleine italienische Sammlung, die er hat, Giovan Battista Basiles Il pentamerone.“[32]

Gockel-Märchen
- Nach Jacob Grimm ist der Gockel[33] mit seiner „Krämerei in Seltenheiten und scharfsinniger Ungelehrsamkeit“ ein echter Clemens Brentano. Schulz geht auf die Spätfassung des Gockel-Märchens[34] und seine ihm innewohnende Lyrik ein.[35] Härtl spricht über den Wandel in Brentanos Bild vom Judentum.[36]
- Nach Riley[37] gehe es im Gockel-Märchen nicht nur um die großen Themen der Menschheitsgeschichte – als da sind Opfer, Gnade, Erbsünde und Sündenfall. Brentano spiele auch auf Personen der Zeitgeschichte an. Gemeint sind zum Beispiel Freiherr vom Stein als Gockel oder König Wilhelm III. von Preußen als der Vater des Kronovus.

Myrtenfräulein
- Johann Friedrich Böhmer veröffentlicht im Januar 1827 das Myrtenfräulein anonym.[38] Brentano erhebt am 5. Februar erfolgreich Einspruch gegen die Fortsetzung des Zeitschriften-Abdrucks.[39]
- Schulz bespricht das Zeithistorische, Erotische und Poetische im Myrtenfräulein.[40]

Komanditchen
- Nach Redlich sei das Komanditchen als Märchen misslungen, doch als Parodie der damaligen Kaufmannschaft köstlich.[41] Brentano verarbeite im Komanditchen seine Erfahrungen als Kaufmannssohn und Handelsvolontär.[42]

Dilldapp
- Der deutsche Michel kommt bei Brentano als Dilldapp daher.[43]

Verschiedene Märchen
- Der Klopfstock sei Satire auf Johann Heinrich Voß.[44] Im Hüpfenstich werde die deutsche Kleinstaaterei verspottet.[45]
- Pfeiffer-Belli:[46] In seinen Neubearbeitungen habe Brentano den Gockel und das Fanferlieschen zwar „aufgeschwellt, gesteigert“ und „verkindlicht“, doch auch „auf höhere Ebene“ gehoben.
- Der hölzerne Götze Pumpelirio im Fanferlieschen, die Mamsell de Pimpernelle im Schnürlieschen und die Prinzessin Pimperlein sowie ihr Vater König Pumpam im Klopfstock markierten sexuell anzügliche Lingam-Figuren.[47] Hingegen das Fanferlieschen verkörpere die Poesie.[48]

### Zitierte Textausgabe
- Hans-Georg Werner (Hrsg.): Clemens Brentano: Gedichte. Erzählungen, Märchen. Zweiter Band. Märchen. Union Verlag, Berlin 1978 (1. Aufl.), 555 Seiten.[49]